# 李增林 (1950年)
李增林（1950年1月—），男，中华人民共和国军事人物，中国人民解放军少将，曾任江苏省军区司令员，南京军区装备部部长。